# Milorad Dodik
Milorad Dodik (srbska cirilica: Милорад Додик, [mîloraːd dǒdik]), bosanski politik, * 12. marec 1959, Banja Luka.
Dodik je bosanski srbski politik, sedmi in aktualni srbski član predsedstva Bosne in Hercegovine. Bil predsednik zavezništva neodvisnih socialnih demokratov (SNSD) od njegove ustanovitve leta 1996 in je zasedal številne politične položaje v Republiki Srbski, srbski entiteti Bosne in Hercegovine. Dodik je bil med letoma 1998 in 2001 ter 2006 in 2010 predsednik vlade Republike Srbske ter predsednik Republike Srbske od leta 2010 do leta 2018.
Podobno kot SNSD je Dodik v devetdesetih in ob prelomu tisočletja sprva veljal za zmerno in reformistično alternativo ultranacionalistični srbski demokratski stranki (SDS).  Toda od takrat sta Dodik in SNSD sledila vedno bolj nacionalistični in separatistični liniji, pri čemer sta se sklicevala na pravico bosanskih Srbov do samoodločbe. Njegov čas na oblasti so zaznamovali zavračanje zveznih bosanskih institucij in tesnejše povezave s Srbijo in Rusijo.
Leta 2023 sta se proti njemu pričela sojenje in kazenski pregon zaradi nespoštovanja odločitev Visokega predstavnika v BiH in rušenja ustavne ureditve, kar je po Kazenskem zakoniku BiH kaznivo dejanje.  26.2.2025 je sodišče BIH v prvostopenjski sodbi MIlorada Dodika spoznalo za krivega, ter ga obsodilo na leto dni zapora ter 6 let prepovedi opravljanja javnih funkcij.   

## Zgodnje življenje
Dodik se je rodil v Banjaluki Bogoljubu in Miri Dodik. Živel je v Laktaših, kjer je obiskoval osnovno šolo. Tam je igral v mestni košarkarski reprezentanci v amaterski ligi Jugoslavije. Leta 1978 je končal srednjo kmetijsko šolo v Banjaluki, nato pa se je vpisal na Fakulteto za politične vede Univerze v Beogradu, kjer je leta 1983 diplomiral.

## Zgodnja politična kariera (1986–1998)
Dodik je bil med letoma 1986 in 1990 predsednik izvršnega odbora občinske skupščine Laktaši. Leta 1990 je bil na prvih večstrankarskih volitvah v Bosni in Hercegovini izvoljen v Skupščino Socialistične republike Bosne in Hercegovine, kot kandidat Zveze reformnih sil Jugoslavije in je bil politični učenec liberalnega reformatorja Anteja Markovića. Med vojno v Bosni je bil Dodik predstavnik v Državnem zboru Republike Srbske.
V tem času je nastal Klub neodvisnih članov parlamenta (Klub независних посланика у Народној Скупштини Републике Српске, Klub nezavisnih poslanika u Narodnoj Skupštini Republike Srpske), ki je bil le politična opozicija Srbske Demokratske stranke (Српска демократска странка, Srbska demokratska stranka), ki je imela v vojnem parlamentu Republike Srbske absolutno večino. Poslanski odbor, ki ga je vodil, naj bi bil leta 1996, po tem, ko je bil z Daytonskim sporazumom podpisan mir, jedro Stranke neodvisnih socialdemokratov (Stranka neodvisnih socijaldemokratov ali SNSD). Dodik je bil izvoljen za prvega predsednika SNSD. Stranka se je kasneje združila z drugo socialdemokratsko stranko in ustanovila Zavezništvo neodvisnih socialdemokratov, katere predsednik je Dodik. 

## Predsednik vlade Republike Srbske

### Prvi mandat (1998–2001)
Po konfliktih s preostalimi člani Srbske demokratske stranke (SDS) Radovana Karadžića, je Biljana Plavšić ustanovila novo politično stranko Srbsko narodno zavezništvo (SNS). Predčasne volitve v Republiki Srbski so bile leta 1997, nato pa sta Plavšićeva in njen SNS tesno sodelovala z manjšimi srbskimi socialističnimi strankami (Socialistična stranka in Dodikov SNSD). Dodik je bil imenovan za predsednika vlade Republike Srbske, čeprav je imela njegova stranka le dva poslanca v državnem zboru.

### Drugi mandat (2006–2010)
Med kampanjo pred volitvami leta 2006, po osamosvojitvi Črne gore, je Dodik dejal, da Republika Srbska ne izključuje svoje pravice do referenduma o neodvisnosti. Na volitvah je Dodikov SNSD dobil 46,9% odstotkov glasov, SDS pa 19,5%. Mednarodna skupnost ga je videla kot zmernega demokratičnega voditelja Republike Srbske. Dodik je imel podporo zahodnih držav, ki so skušale marginalizirati srbske nacionaliste. Verjeli so, da so v Dodiku našli alternativo. Ko je postal premier, ga je Zahod še naprej podpiral na račun srbskih nacionalističnih strank. Zahodne države so obljubile, da bo Republika Srbska, če bo Dodik ostal predsednik vlade, prejela gospodarsko pomoč Zahoda. OHR in zahodne sile so prav tako želele, da bi prišlo do izvršitve obljube, da bo v Republiko Srbsko vrnil 70.000 hrvaških in bošnjaških beguncev.
Kot je bilo obljubljeno, je po Dodikovi zmagi na volitvah Republika Srbska prejela finančno pomoč Evropske unije. Denar je bil porabljen za izplačilo plač javnim uslužbencem in policiji. Sredi februarja 2007 je Dodik odpotoval v ZDA, kjer ga je sprejela Madeleine Albright. Opisala ga je kot "dih svežega zraka" in mu obljubila 3,6 milijona evrov takojšnje pomoči. Republika Srbska je istega meseca prejela tudi pomoč britanske vlade. Britanski zunanji minister Robin Cook je pred Državnim zborom Republike Srbske dejal, da je Dodikova vlada "V prvih dveh tednih naredila več za izboljšanje življenja ljudi kot predhodna v dveh letih." 
Kasneje je Dodik postal najmočnejši srbski politik v Bosni in Hercegovini, pozneje pa ga je Zahod obravnaval kot "nesramnega nacionalista in največjo grožnjo krhkemu, večetničnemu miru v Bosni in Hercegovini". Po tem, ko je postal premier, je Dodik svojo retoriko še zaostril. Med reformo policije v Republiki Srbski mu je uspelo ustvariti nacionalistični profil. Haris Silajdžić je medtem zmagal na volitvah za bošnjaškega člana predsedstva Bosne in Hercegovine. Ker je bil med bosansko vojno minister in tesni sodelavec Alije Izetbegovića, je Silajdžić kritiziral Republiko Srbsko kot genocidno entiteto in pozval k njeni odpravi. Poleg tega se je Silajdžić zavzemal za nadaljnjo centralizacijo Bosne in Hercegovine.
Dodik in srbski predsednik Boris Tadić sta 5. maja 2008 v Beogradu odprla Park Republike Srbske.
Dodik je 1. junija 2008 na obisku v Zagrebu izjavil, da je operacija Nevihta dejanje etničnega čiščenja nad Srbi, in ga označil za "največje etnično čiščenje, storjeno po drugi svetovni vojni". Stjepan Mesić je Dodika kritiziral, ker je spodbujal nezadovoljne Srbe na Hrvaškem, da živijo v Republiki Srbski, pri tem pa zanemaril povabilo bošnjaških in hrvaških beguncev k vrnitvi v domovino. Ivo Banac, predsednik hrvaškega helsinškega odbora, je izjavil, da se je Hrvaška takrat branila, in Dodikove komentarje označil kot provokacije.
Dodik je 12. decembra 2008 izjavil, da muslimanskim sodnikom ne bi smeli dovoliti, da vodijo zadeve v Republiki Srbski. Pojasnil je, da je "Za državo nesprejemljivo, da nam sodijo muslimanski sodniki in zavržejo pritožbe, ki so zakonito utemeljene. In mislimo, da je to samo zato, ker so muslimani, Bošnjaki in imajo negativno naravnanost do RS, in vidimo ustvarjeno zaroto." Dodikove pripombe so mednarodne institucije, veleposlaništvo ZDA v Sarajevu in drugi uradniki obsodili kot "izjemno šovinistične".
9. septembra 2009 sta Dodik in predsednik Srbije Boris Tadić na Palah odprla šolo z imenom "Srbija". Bošnjaški in hrvaški člani tristranskega predsedstva Bosne in Hercegovine se niso posvetovali o Tadićevem obisku.
Dodik je 27. oktobra 2009 priskrbel letalo vlade RS, da je prevzel Biljano Plavšić, nekdanjo predsednico Republike Srbske, obsojeno za vojne zločine in jo po predčasni izpustitvi iz švedskega zapora sprejel v Beogradu. Dodik je za to navedel "izključno moralne razloge".  Željko Komšić, hrvaški član tristranskega predsedstva Bosne in Hercegovine, je v znak protesta odpovedal načrtovani obisk Švedske.
Novembra 2009 je Dodik zavrnil predajo zahtevanih dokumentov s podrobnostmi o financiranju kompleksa vladnih stavb v Banja Luki v vrednosti 110 milijonov evrov in gradnji avtoceste mednarodnim tožilcem na Sodišču Bosne in Hercegovine. Dodik je izjavil, da sodišče ni pristojno za Republiko Srbsko in vložil tožbo proti namestnici visokega predstavnika Raffiju Gregorijanu Arhivirano 2018-03-31 na Wayback Machine. in mednarodnim tožilcem. Gregorijana je Dodik obtožil, da vodi zaroto proti Republiki Srbski in dejal, da med tožilci in sodniki na centralni ravni obstaja pristranskost do Srbov.
Dodik je 10. novembra 2009 razkril, da resno razmišlja, da bi Biljani Plavšić dal službo v senatu. Izjavil je: "Delamo na reviziji zakona o predsedniku republike, ki bi Plavšićevi in drugim nekdanjim predsednikom podelil možnost, da uživajo nekatere privilegije, kot so pisarna, denarno nadomestilo, svetovalec, tajnik, službeni avto z voznikom in tako naprej."
19. januarja 2010 je odhajajoči hrvaški predsednik Stjepan Mesić izjavil, da bi, če bi Dodik razpisal referendum o neodvisnosti Republike Srbske, na posredovanje poslal hrvaško vojsko.

## Predsednik Republike Srbske

### I. in II. mandat (2010–2018)
Oktobra 2010 je Dodik že v prvem krogu zmagal na predsedniških volitvah v RS in tako postal osmi predsednik republike. 
30. novembra 2010 so diplomatski kanali Združenih držav Amerike razkrili, da Dodik podpira Ahtisaarijev načrt za neodvisnost Kosova. Sporočilo je maja 2007 poslal uradnik ameriškega State Departmenta Daniel Fried, ki je citiral Dodika, da bo "priznanje Kosova sledilo po takšni odločitvi (o sprejetju načrta) Varnostnega sveta ZN". Dodik je namigovanja zanikal in izjavil, da je Daniel Fried lažnivec in povzroča težave.
Maja 2011 je Dodik načrtoval, da bo junija izpeljal referendum, za katerega meni, da bi odražal zavrnitev bosanskih državnih institucij, vključno s sodiščem za vojne zločine. Visoki predstavnik za Bosno in Hercegovino Valentin Inzko je opozoril, da bi referendum lahko ogrozil Daytonski sporazum. Kmalu po tem, ko so se napetosti glede predlaganega referenduma povečale, se je Republika Srbska odločila, da referendum prekliče, potem ko je Catherine Ashton, visoka predstavnica Unije za zunanje zadeve in varnostno politiko, Dodika v Banja Luki prepričala, da bo EU preučila pritožbe RS o zlorabah v pravosodnem sistemu Bosne in Hercegovine ter priporoča spremembe.
Dodik je 25. oktobra 2011 na Univerzi Columbia govoril o "Zgodbi o uspehu ameriške zunanje politike: Daytonski sporazum, Republika Srbska in evropska integracija Bosne". Dogodek so bojkotirale številne organizacije, vključno s kongresom severnoameriških Bošnjakov, Svetovalnim svetom za Bosno in Hercegovino, Kanadskim inštitutom za raziskovanje genocida, Bosansko-ameriškim inštitutom za genocid in izobraževalnim centrom ter Mednarodnim Center za tranzicijsko pravosodje.
Oktobra 2012 je Dodik predlagal ukinitev enotnih oboroženih sil Bosne in Hercegovine. 3. novembra 2012 je napovedal, da bo vlada Republike Srbske donirala nerazkrit znesek za pomoč pri plačilu obnove stare rezidence srbskega pravoslavnega patriarha Irineja v Beogradu. Irinej je komentiral, da je "To odlična priložnost, da praktično pokažemo enotnost srbskega ljudstva in srbske cerkve zunaj naših meja." Srbski blogerji so izrazili "nestrinjanje z obema v času hude gospodarske krize.
13. novembra 2012 je visoki predstavnik Valentin Inzko v poročilu Varnostnemu svetu ZN navajal Dodika kot "najpogostejšega, čeprav zagotovo ne edinega zagovornika razpada [bosanske] države". Dodal je, da je "zadnja in zaskrbljujoča od njih pobuda, ki jo je predsednik poslal Državnemu zboru Republike Srbske, da bi ustvaril pogoje, ki bi enostransko prisilili k razpustitvi oboroženih sil Bosne in Hercegovine". Vitaly Čurkin, ruski predstavnik pri Združenih narodih, je zagovarjal Dodika in za napetost obtožil Bošnjake.

### III. mandat (2022– )
1. julija 2022 je Dodik napovedal svojo kandidaturo na splošnih volitvah v Republiki Srbski in tako že tretjič kandidiral za predsednika Republike Srbske. Po objavi preliminarnih rezultatov volitev v Republiki srbski so opozicijske stranke proti Dodiku osebno vložile obtožbe volilne goljufije, saj so trdile, da je koordiniral volilne skrinjice s tisoči nezakonitih glasov, da bi Zavezništvo neodvisnih socialdemokratov vodilo v anketah in da je Jelena Trivić iz Stranke demokratičnega napredka prava zmagovalka predsedniških volitev v Republiki Srbski. Zaradi obtožb je Centralna volilna komisija začela ponovno štetje glasovnic. Ko je volilna komisija preverila preliminarne rezultate, volitev v Republiki Srbski ni potrdila. Vendar so uradniki 27. oktobra potrdili Dodikovo zmago. Komisija je ugotovila, da sicer obstajajo nepravilnosti, vendar nobena ni bila na ravni, ki bi spremenila izid volitev. Dodik je kot predsednik prisegel 15. novembra 2022 v Narodni skupščini Republike srbske in na tem mestu nasledil Željko Cvijanović.
V tem mandatu je Dodik večkrat poudarjal svojo zavezanost prijateljstvu z ruskim predsednikom Vladimirjem Putinom. 8. januarja 2023 mu je v odsotnosti podelil najvišje odlikovanje entitete, Ordenom Republike Srbske.
Dodik je leta 2023 obsodil napad Hamasa na Izrael in izrazil podporo Izraelu v vojni, ki je sledila. Palača republike v Banja Luki je bila 8. oktobra 2023 okrašena z izraelsko zastavo.
27. junija 2023 je Narodna skupščina Republike Srbske glasovala o prekinitvi sodb Ustavnega sodišča Bosne in Hercegovine ter prenehanju objavljanja odlokov in zakonov visokega predstavnika v uradnem listu. Po tej odločitvi je visoki predstavnik Christian Schmidt oba zakona, ki ju je skupščina sprejela, razveljavil z obrazložitvijo, da sklepa »neposredno kršita ustavni red Bosne in Hercegovine in Daytonski mirovni sporazum«.
26. marca 2024 je Christian Schmidt uvedel nov sklop sprememb volilne zakonodaje Bosne in Hercegovine, ki je napovedal izvajanje elektronskega štetja glasov, elektronske identifikacije in digitalnih volilnih postaj na omejenem številu lokacij v pilotni shemi. Dodik je zagrozil, da bodo Srbi blokirali delo državne vlade, če ne bodo "razveljavljeni" volilni zakoni, ki jih je uvedel Schmidt, in "zahodni veleposlaniki izgnani iz države."

#### Obtožnica in sojenje
Avgusta 2023 je tožilstvo Bosne in Hercegovine Dodika obtožilo nasprotovanja odločitvam visokega predstavnika, grozi mu najvišja možna kazen petih let zapora. Visoki uradniki bosanskih Srbov so obtožnico zoper Dodika zavrnili kot politično motivirano, češ da ne bodo priznali odločitev "neustavnega sodišča in tožilstva." Dodik se je 16. oktobra 2023 na prvem zaslišanju zavrnil, da bi se izrekel o obtožnici, pozneje pa je novinarjem povedal, da obtožnice ne razume. Sojenje proti Dodiku se je uradno začelo 5. februarja 2024.

#### Sankcije
Britanska vlada je leta 2022, skupaj z ZDA leta 2023, uvedla sankcije proti Dodiku zaradi domnevnega spodkopavanja ozemeljske celovitosti Bosne in Hercegovine ter Daytonskega mirovnega sporazuma.

## Predsedstvo BiH (2018– 2022)

### Notranja politika
Na splošnih volitvah leta 2018, ki so potekale 7. oktobra 2018, je bil Dodik izvoljen v tročlano bosansko predsedstvo, kjer zastopa Srbe. Dodik se je v prvem mesecu predsedovanja soočil z novoizvoljenim članom bošnjaškega predsedstva Šefikom Džaferovićem, pri čemer je Dodik izjavil, da se prve seje predsedstva pod novim vodstvom ne bo udeležil, če ne bo v pisarni izobešena zastave Republike Srbske, entitete Bosne in Hercegovine.  Na koncu je popustil in se strinjal, da bo zasedanje izvedeno samo z zastavo Bosne in Hercegovine.
Marca 2019 je Dodik za svojega svetovalca imenoval priznanega režiserja Emirja Kusturico.
Ko se je marca 2020 pandemija COVID-19 razvnela tudi v Bosni in Hercegovini, je predsedstvo napovedalo, da so oborožene sile postavile karantenske šotore na mejah države, namenjene bosanskim državljanom, ki se vračajo domov. Vsak bosanski državljan, ki je prispel v državo, je bil obvezan do dvotedenske samokarantene. Na severni meji s Hrvaško so postavili šotore.
Septembra 2020 so Dodik in njegovi kolegi člani predsedstva dejali, da bo status države kandidatke za vstop v Evropsko unijo BiH možno podeliti leta 2021, če bo država "izvedla uspešne reforme".
Bosanska volilna komisija je 28. januarja 2021 tožilstvu Bosne in Hercegovine prijavila Dodika zaradi širjenja nacionalnega sovraštva. Bil je prijavljen, ker je ustno žalil članico volilne komisije Vanjo Bjelico-Prutino, ker se je zaradi volilnih nepravilnosti odločilA ponoviti bosanske občinske volitve 2020 v mestih Doboj in Srebrenica, kjer je zmagala Dodikova stranka. 
2. marca 2021 je srbski predsednik Aleksandar Vučić prišel v Sarajevo in se srečal z Dodikom in drugimi člani predsedstva Džaferovićem in Željkom Komšićem ter doniral 10.000 doz cepiva AstraZeneca COVID-19 za pandemijo COVID-19. Tri dni pozneje, 5. marca, je v Sarajevo prišel tudi slovenski predsednik Borut Pahor, ki se je srečal z Dodikom, Džaferovićem in Komšićem ter izjavil, da bo Slovenija za pandemijo podarila tudi 4800 cepiv AstraZeneca COVID-19.
Komšić in Džaferović sta se 22. maja 2021 udeležila vojaške vaje vojske Združenih držav Amerike in oboroženimi silami Bosne in Hercegovine na gori Manjača, južno od mesta Banja Luka v Bosni in Hercegovini. Dodik se je ni hotel udeležiti.
27. maja 2021 je Valentin Inzko odstopil s funkcije visokega predstavnika za Bosno in Hercegovino, nemški politik Christian Schmidt pa naj bi 1. avgusta 2021 postal novi visoki predstavnik. Dodik je izrazil neodobravanje ter izjavil, da "[Republika Srbska] ne sprejemamo Schmidta, vse je preprost blef mednarodne skupnosti." Nekaj dni kasneje je Dodik dejal, da "Schmidt ne bo imel legitimnosti za Republiko Srbsko, razen če ga potrdi Varnostni svet Združenih narodov," in dodal, da bo Republika Srbska v nasprotnem primeru obravnavala le kot turista.

### Zunanja politika
16. marca 2021 so se Dodik, Džaferović in Komšić odpravili na državni obisk v Turčijo, kjer so se sestali s turškim predsednikom Recepom Tayyipom Erdoğanom, ki jim je obljubil 30.000 doz cepiva proti Covid-19. Na srečanju sta se Bosna in Hercegovina ter Turčija dogovorili o medsebojnem priznavanju in izmenjavi vozniških dovoljenj ter podpisu sporazuma o sodelovanju v infrastrukturnih in gradbenih projektih, ki se nanaša tudi na gradnjo avtoceste od bosanske prestolnice Sarajeva do prestolnice Srbije Beograda; sporazum je podpisal minister za komunikacije in promet Vojin Mitrović.
Maja 2021 se je med izbruhom izraelsko-palestinskega konflikta izraelski premier Benjamin Netanyahu Dodiku zahvalil za izraelsko podporo Izraelu. Preostala člana predsedstva BiH sta izrazila podporo Palestini.
Junija 2021 je Dodik v turški Antaliji podpisal deklaracijo SEECP, ki med drugim vključuje pogovore o integraciji v Nato.

## Pogledi

### Mnenja o Tuzli in Markalah
Dodik je leta 2009 izjavil, da je bil pokol v Tuzli uprizorjen in podvomil o pobojih Markale v Sarajevu. Mesto Tuzla je zaradi teh izjav Dodika ovadilo. Mesto Sarajevo je proti Dodiku vložilo kazensko ovadbo zaradi zlorabe pooblastil in spodbujanja etničnega, rasnega in verskega sovraštva.

### Zanikanje genocida in pokola v Srebrenici
Dodik je pokol v Srebrenici označil za "izmišljen mit".
V intervjuju za beograjski časnik Večernje novosti aprila 2010 je izjavil, da "tega dogodka ne moremo in ne bomo nikoli sprejeli kot genocid" in se odrekel poročilu Republike Srbske iz leta 2004, ki je priznalo obseg umora in se opravičilo svojcem srebreniških žrtev. Trdil je, da je bilo poročilo sprejeto po pritisku mednarodne javnosti. Ne da bi podkrepil številko, je trdil, da je bilo število žrtev 3500 in ne 7000 (kot je zapisano v poročilu), češ, da je 500 žrtev s seznama živih in da je več kot 250 ljudi, pokopanih pri spomeniku genocida v Srebrenici v Potočarjih, umrlo drugje. V istem mesecu, 10. aprila 2010, je Dodik sprožil revizijo poročila iz leta 2004 in dejal, da je število ubitih pretirano in da je poročilo manipuliral nekdanji mirovni odposlanec. Urad visokega predstavnika se je odzval in izjavil: "Vlada Republike Srbske bi morala ponovno pretehtati svoje sklepe in se uskladiti z dejstvi in zakonskimi zahtevami ter ustrezno ukrepati, namesto da žrtvam povzroča čustvene stiske, muči zgodovino in ponižuje javno podobo države."
12. julija 2010, ob 15. obletnici pokola v Srebrenici, je Dodik izjavil, da poboje priznava, a da dogodkov v Srebrenici ne jemlje kot genocid, ki se razlikuje od sklepov MKSJ in Mednarodnega sodišča pravosodja, ki navaja, da se je "Tedaj zgodil genocid nad Srbi na tem območju, kjer so množično ubijali ženske, otroke in starejše", kar se nanaša na vzhodno Bosno. Decembra 2010 je Dodik obsodil Svet za izvajanje miru (PIC), mednarodno skupnost 55 držav, ker je pokol v Srebrenici označil za genocid.
Dodik je leta 2017 uvedel zakonodajo, ki je dejansko prepovedala poučevanje o genocidu v Srebrenici in obleganju Sarajeva v šolah Republike Srbske, ob čemer je izjavil, da "Ni mogoče uporabljati učbenikov … ki pravijo, da so Srbi zagrešili genocid in vztrajali pri obleganju Sarajeva. To ni pravilno in tega se tu ne bodo učili."
14. avgusta 2018 je Državni zbor Republike Srbske zavrnil poročilo iz leta 2004 in se odločil, da se bo sestavila nova komisija za revizijo poročil o dogodkih v Srebrenici in okolici mesta julija 1995. Ta poteza je bila takoj kritizirana s strani mednarodne skupnosti.
V zadnjih desetih dneh svojega mandata visokega predstavnika, 23. julija 2021, je Valentin Inzko nepričakovano uvedel spremembe zakona, ki prepoveduje zanikanje genocida v Bosni in Hercegovini. Ta je naletel na hude kritike bosanskih Srbov, zlasti Dodika, ki je dejal, da je "[Republika Srbska] prisiljena v razpustitev" in večkrat ponovil, da se "genocid ni zgodil".

### Radovan Karadžić
Marca 2016 je študentski dom na Palah poimenoval v čast vojnega srbskega voditelja Radovana Karadžića. Dogodek se je zgodil le nekaj dni pred tem, ko je bil Karadžić obsojen zaradi vojnih zločinov na Mednarodnem kazenskem sodišču za nekdanjo Jugoslavijo.
Decembra 2020 je moral Dodik ploščo v čast Karadžiću odstraniti, čemur je botroval poziv visokega predstavnika Valentina Inzka s pomočjo Karadžićeve hčerke Sonje Karadžić-Jovičević.

## Osebno
Milorad je poročen s Snježano Dodik, s katero ima dva otroka. Njegov nečak je bosanski poslovnež in nogometni administrator Vico Zeljković . 
21. decembra 2020 je bil Dodik zaradi pljučnice sprejet v bolnišnico, vendar ni zbolel za COVID-19. En dan kasneje, 22. decembra, je bilo potrjeno, da je bil med pandemijo v Bosni in Hercegovini pozitiven na COVID-19; do 28. decembra si je Dodik opomogel. 21. aprila 2021 je prejel prvi odmerek cepiva Sputnik V COVID-19.

## Odlikovanja
- Red Republike Srbije[111]
- Red Republike Srbske[112]
- Red prijateljstva[113]
- Nagrada Mednarodne fundacije za enotnost pravoslavnih krščanskih narodov[114][115]
- Red Petra Velikega s križem - podelil ga je Nacionalni odbor za socialne nagrade Ruske federacije za izjemen prispevek h krepitvi rusko -srbskega sodelovanja[116][117]
- Red dinastije Nemanjićev[117][116]
- Red sv. Save[117][116]
- Red svetega Simeona Mirotočičega [118]
- Red svetega škofa Nikolaja [119]
- Sveti križ varuhov Svetega groba, ki ga podeljuje jeruzalemski grški pravoslavni patriarh[120]

Častne nagrade
- Častni predsednik KK Partizan[121]
- Častni občan Drvarja[122][123]
- Častni občan Gradiške[124]
- Častni občan Trebinja[125]